# Gangenbouw

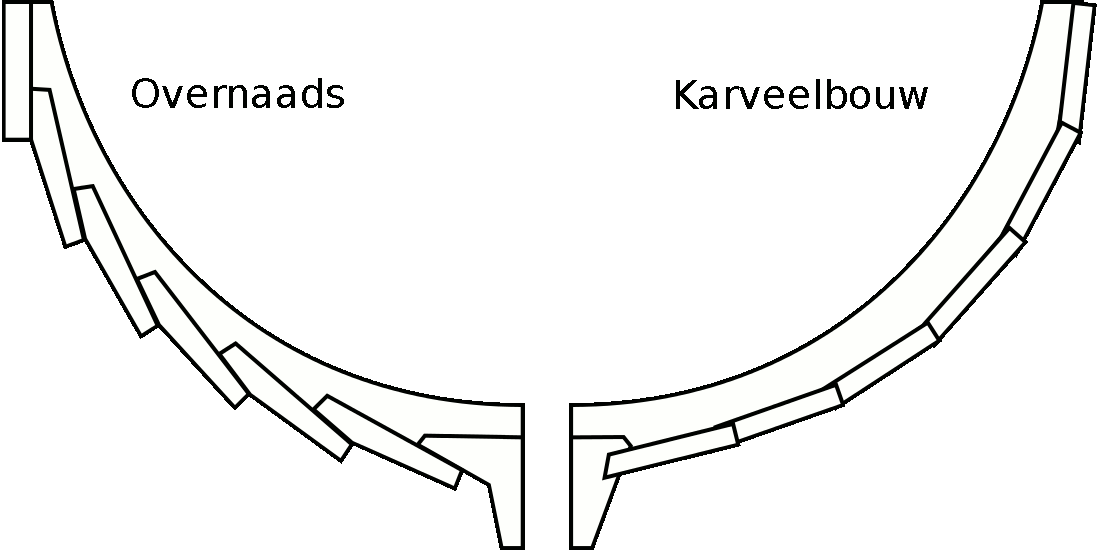
Links in de tekening overnaads, rechts karveelbouw.

Gangenbouw of karveelbouw is een bouwwijze van vaartuigen waarbij planken de huid vormen en zodanig zijn aangebracht dat de huidgangen glad op elkaar aansluiten. Een voorbeeld is de oorspronkelijke Olympiajol die in gangenbouw werd gebouwd. 
Een andere, te onderscheiden, bouwwijze is overnaads. De huidgangen overlappen in deze methode elkaar in de lengte enkele centimeters. Onderling zijn de huidgangen daarbij met elkaar verbonden door middel van klinknagels, meestal van koper.